# La Dehesa (Granada)
La Dehesa es una localidad y pedanía española perteneciente al municipio de Torvizcón, en la provincia de Granada. Está situada en la parte meridional de la comarca de la Alpujarra Granadina. Cerca de esta localidad se encuentran los núcleos de Salas-Contraviesa, Alfornón, Torvizcón capital y Polopos.
La pedanía está compuesta por los diseminados de La Alberquilla, El Cura, Los Fuentes, Haza del Lino, La Loma del Pino, Mailozana, La Meseta, La Rubia y La Teja, todos ellos próximos a la rambla de Torvizcón.

## Demografía
Según el Instituto Nacional de Estadística de España, en el año 2024 La Dehesa contaba con 16 habitantes censados, lo que representa el 2,58% de la población total del municipio.

### Evolución de la población
| Gráfica de evolución demográfica de La Dehesa entre 2014 y 2024 |
|                                                                 |
| Datos según el nomenclátor publicado por el INE.                |

## Comunicaciones

### Carreteras
Las principales vías de comunicación que transcurren por la localidad son:
| Identificador | Denominación                    | Itinerario             |
| ------------- | ------------------------------- | ---------------------- |
| A-4131        | De A-348 a Albuñol              | Los Tablones - Albuñol |
| GR-5204       | De A-4131 a A-345 (Contraviesa) | Haza del Lino - A-345  |

Algunas distancias entre La Dehesa y otras ciudades:
| Ciudades  | Distancia (km) |
| --------- | -------------- |
| Torvizcón | 10             |
| Órgiva    | 24             |
| Granada   | 80             |
| Almería   | 107            |
| Jaén      | 171            |
| Murcia    | 326            |